# Stahlhakenschnabel
Der Stahlhakenschnabel (Diglossa lafresnayii) ist eine Vogelart aus der Familie der Tangaren (Thraupidae). Die Art hat ein großes Verbreitungsgebiet, das die südamerikanischen Länder Peru, Ecuador, Kolumbien und Venezuela umfasst. Der Bestand wird von der IUCN als nicht gefährdet (Least Concern) eingeschätzt. Die Art gilt als monotypisch.

## Merkmale
Der Stahlhakenschnabel erreicht eine Körperlänge von etwa 14,5 Zentimetern. Der nach oben gewandte schwarze Schnabel hat eine hakenförmige Spitze. Das Gefieder ist überwiegend glänzend schwarz. Nur die Schulterfedern sind blaugrau. Die Augen sind dunkel. Der Geschlechtsdimorphismus ist nicht besonders ausgeprägt. Juvenile ähneln ausgewachsenen Tieren, haben aber einen blasseren Schnabel.

## Verhalten
Normalerweise sieht man den Stahlhakenschnabel alleine oder in Paaren. Hin und wieder sitzt er auf den Spitzen von Baumsträuchern und zwitschert. Meist ist er aber unauffällig. Dabei hüpft er im Verborgenen durch die dichte Vegetation. Er fliegt relativ bodennah. Er versucht offenes Habitat möglichst zu vermeiden. Er ernährt sich von Insekten und durchbohrt mit seinem Schnabel Blumenkronen.

## Verbreitung und Lebensraum
Man findet den Stahlhakenschnabel normalerweise nahe der Baumgrenze von feuchten Bergwaldrändern und Nebelwald in Höhen zwischen 2000 und 3250 Metern. Hier bewegt er sich in abgelegenen Gebieten im Gestrüpp und der typischen Vegetation des Páramo. In Peru findet man ihn an den Osthängen der Anden nördlich und westlich des Marañón-Tales. In Ecuador wurde er im südlichen Azuay beobachtet. In Kolumbien wurde von Vorkommen in den Ostanden und den Zentralanden der Departamentos Antioquia, Caldas und Tolima berichtet. Im nordwestlichen Venezuela kommt er in den Anden der Bundesstaaten Táchira, Mérida und Trujillo vor.

## Etymologie
Der Gattungsname ist von griechisch dis, di- (= zwei) und glossa (= Zunge) abgeleitet und bezieht sich auf die typische U-förmige Zunge dieser Gattung. Auguste Boissonneau beschrieb den Stahlhakenschnabel zuerst unter dem Namen Uncirostrum La Fresnayii. Er widmete das wissenschaftliche Taxon Baron Frédéric de Lafresnaye.